# یوکیکو کاشیواگی
یوکیکو کاشیواگی (انگلیسی: Yukiko Kashiwagi؛ زادهٔ ۲۴ دسامبر ۱۹۴۷) بازیگر، و خواننده اهل ژاپن است.